# Maximilian Trütschel
Maximilian Trütschel (ur. 13 lutego 1803 w Südkirchen, zm. po 1865) – niemiecki filozof, w latach 1840–1860 profesor wydziału filozoficznego w Liceum Hosianum w Braniewie.

## Życiorys

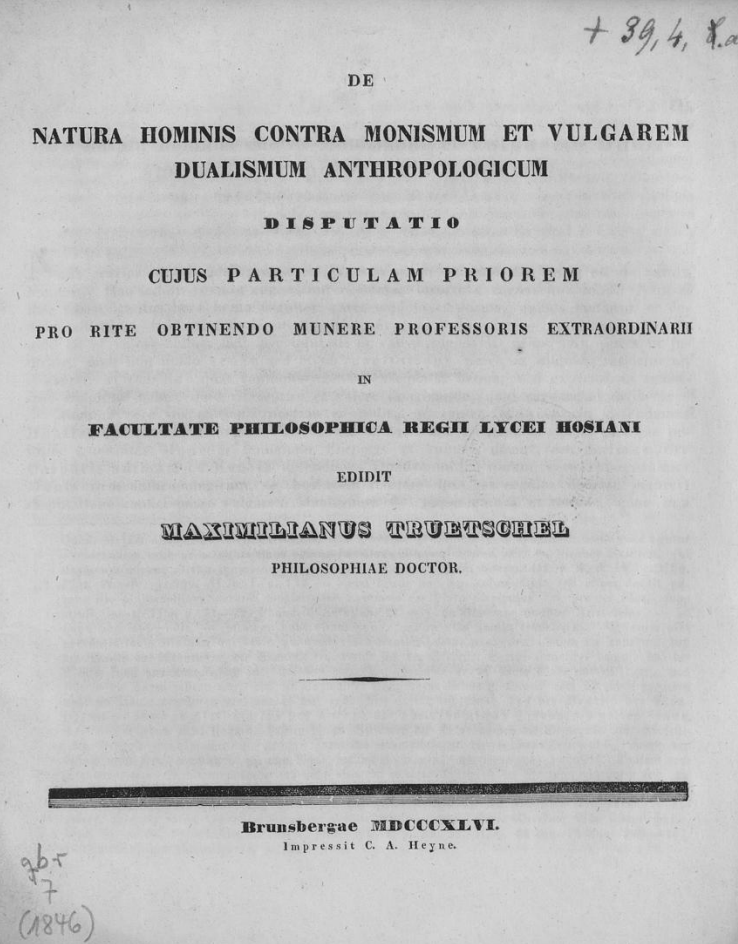
Rozprawa De natura hominis, Braniewo 1846

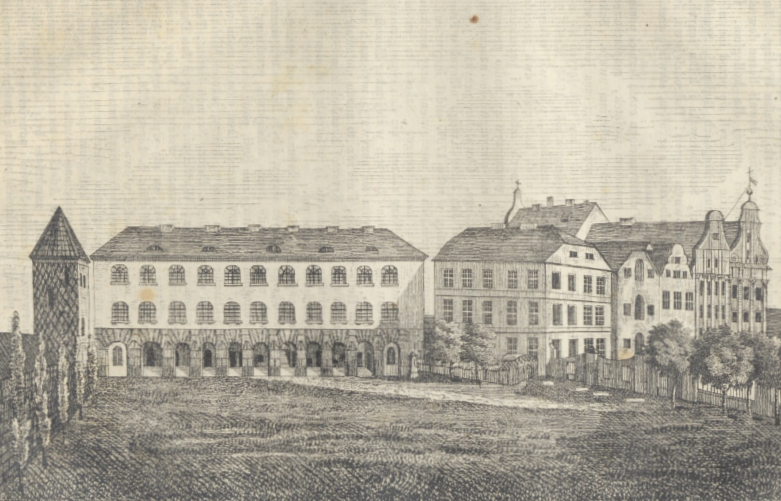
Dziedziniec uczelni w Braniewie, w czasach pracy Trütschela

Uczęszczał do gimnazjum w Monastyrze (Münster). Następnie studiował również w Monastyrze oraz w Berlinie filozofię i filologię. Po zdanym egzaminie pro facultate docenti pracował jako nauczyciel pomocniczny w gimnazjum w Münster, od 1827 był nauczycielem w progimnazjum w Dorsten. W 1838 przeniósł się do Królewskiego Katolickiego Gimnazjum w Chełmnie. W 1840 powierzono mu wykładanie filozofii w Liceum Hosianum w Braniewie, gdzie rozpoczął pracę od semestru wiosennego 1840. W 1845 uzyskał na Uniwersytecie Albrechta w Królewcu stopień doktora filozofii i w tym samym roku został mianowany w Braniewie wykładowcą filozofii teoretycznej i praktycznej (wykładał też metafizykę i logikę). W 1846 opublikował w Braniewie rozprawę habilitacyjną De natura hominis contra monismum et vulgarem dualismum anthropologicum. 7 listopada 1849 został mianowany profesorem zwyczajnym w Liceum Hosianum. Od roku 1859 nie wykładał na uczelni z powodu kłopotów ze zdrowiem. W roku następnym (1860) przeszedł na emeryturę z zachowaniem prawa do całej pensji. Następnie wykładał jako profesor nieetatowy w Münster i w Berlinie.

## Publikacje
- De natura hominis contra monismum et vulgarem dualismum anthropologicum: disputatio cujus particulam priorem pro rite obtinendo munere professoris extraordinarii in facultate philosophica regii lycei hosiani, Braniewo 1846[5]
- Grundzüge einer Wissenschaftlichen Anthropologie nach Aristoteles, Braniewo 1849[6]
- De Sophoclis poetae in deos pietate disputatiuncula, Braniewo 1853[7]
- Widerlegung des älteren Dualismus durch Einen Satz der Denklehre und Einen Satz der Glaubenslehre, Królewiec 1856[8]